# ورزشگاه مورای‌فیلد

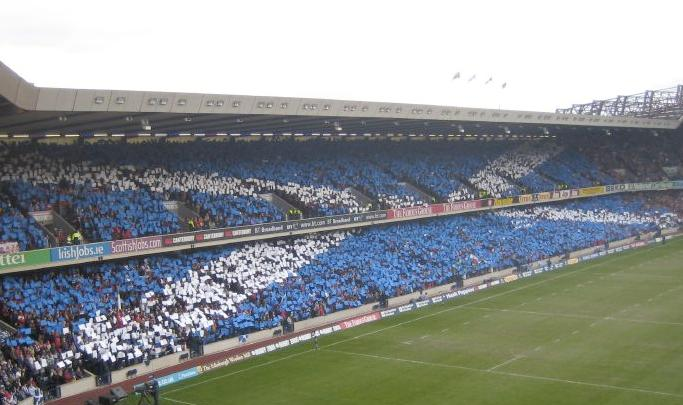
ورزشگاه مورای‌فیلد.

ورزشگاه مورای‌فیلد (به انگلیسی: Murrayfield Stadium) ورزشگاهی در ادینبرو، اسکاتلند و ورزشگاه خانگی تیم ملی راگبی اسکاتلند است.
این ورزشگاه که در سال ۱۹۲۵ میلادی ساخته شده در سال ۱۹۹۵ بازسازی شده و ظرفیت آن ۶۷٬۱۴۴ است.